# Anders von Cöllen
Anders Johansson von Cöllen, eller Cöln, född 1663, död 17 februari 1716, var en svensk målare och hovkonterfejare. 
Han var son till Johan Johansson von Cöllen från Stockholm, gift med Brita von Cöllen och far till David von Cöllen. Han var hovkonterfejare och tapetmakare och utförde även porträtt i David von Kraffts, bland hans bäst kända arbeten märks porträttet av kaptenen Lars Lagerberg. von Cöllen finns representerad vid bland annat Nationalmuseum i Stockholm.